# Piecki (Ermland-Mazurië)
Piecki (Duits: Peitschendorf) is een dorp in het Poolse woiwodschap Ermland-Mazurië, in het district Mrągowski. De plaats maakt deel uit van de gemeente Piecki en telt 2610 inwoners.